# История почты и почтовых марок Пармского герцогства
История почты и почтовых марок Пармского герцогства связана с развитием в XIX веке почтовой службы на территории Пармского герцогства, расположенного в Северной Италии, и включает периоды домарочный (при французской администрации) и выпуска собственных почтовых марок. Всего с 1852 по 1860 год здесь были эмитированы 16 почтовых марок и две газетно-налоговые (не считая разновидностей); все они были беззубцовыми.

## Домарочный период

### Французский департамент Таро
Пармское герцогство было аннексировано Францией 24 мая 1808 года и находилось под французским контролем в качестве департамента Таро. За почтовой администрацией этого департамента был закреплён номер 111.
На почтовых отправлениях домарочного периода встречаются следующие почтовые штемпели департамента Таро, часто с указанием этого номера:
| Город              | Почтовый штемпель    | Штемпель оплаты | Дата |
| ------------------ | -------------------- | --------------- | ---- |
| Парма              | PARME                |                 | 1808 |
| Парма              | PARMA                |                 | 1808 |
| Парма              | 111 PARME            |                 | 1811 |
| Фиденца            | 111 BORGO-SAN-DOMINO |                 | 1811 |
| Фьоренцуола-д'Арда | 111 FIORENZOLA       |                 | 1811 |
| Пьяченца           | 111 PLAISANCE        |                 |      |
| Пьяченца           | DEB PLACENZA         |                 |      |

21 мая 1814 года Пармское герцогство было восстановлено.

## Выпуски марок

### Пармское герцогство

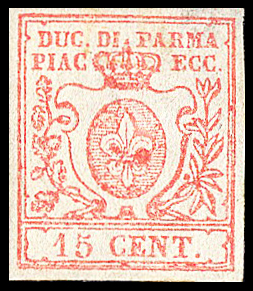
Почтовая марка Пармского герцогства из последней серии, 1859(Mi #9)

После поражения Сардинского королевства в сардинско-австрийской войне 1848—1949 годов, Пармское герцогство попало в сферу влияния Австрийской империи.

#### Почтовые марки
В результате почтовой реформы 1 июня 1852 года Пармское герцогство выпустило собственные почтовые марки. Серия состояла из пяти миниатюр с одинаковым рисунком, включающим элемент герба герцогства — флёр-де-ли (лилию Бурбонов) в круге, на вершине которого располагалась герцогская корона, и надписью «Stati Parm[ensi]» («Пармское государство»). Марки печатались в Парме в типографии Стефано Росси-Убальди, типографским способом чёрной краской по цветной бумаге по 80 штук на листе без перфорации: четыре полоски по 20 марок.
Процесс печатания был в высшей степени точным, и первый выпуск марок Пармы был свободен от ошибок. Однако случилось так, что клише в девятой позиции третьей полоски было вставлено в печатный станок неправильно. Так возник исключительно редкий вариант — тет-беш номиналом в 15 чентезимо (Sc #3a). Всего известно пять горизонтальных и две вертикальные пары тет-беша в гашёном варианте. Каталог «Скотт» оценивает каждую пару в 100 тысяч долларов США.
Второй выпуск, аналогичный по рисунку первому, состоялся в 1853 и 1855 годах. Марки были выполнены цветной печатью различных оттенков на белой бумаге и имели всё ту же надпись: «Stati Parm[ensi]» («Пармское государство»).
Последняя серия герцогства была эмитирована в 1857—1859 годах. Она состояла из трёх марок с изменённым рисунком герба — Бурбонская лилия на коронованном щите. При этом на марках было дано и другое название государства: «Duc. di Parma / Piac. ecc.» («Герцогство Пармы, Пьяченцы и т. д.»).
Все марки герцогства были изъяты из обращения 31 июля 1859 года.

#### Газетно-налоговые марки

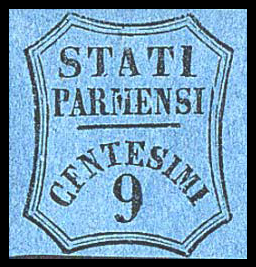
Первая газетно-налоговая марка Пармского герцогства, 1853(Mi #1)

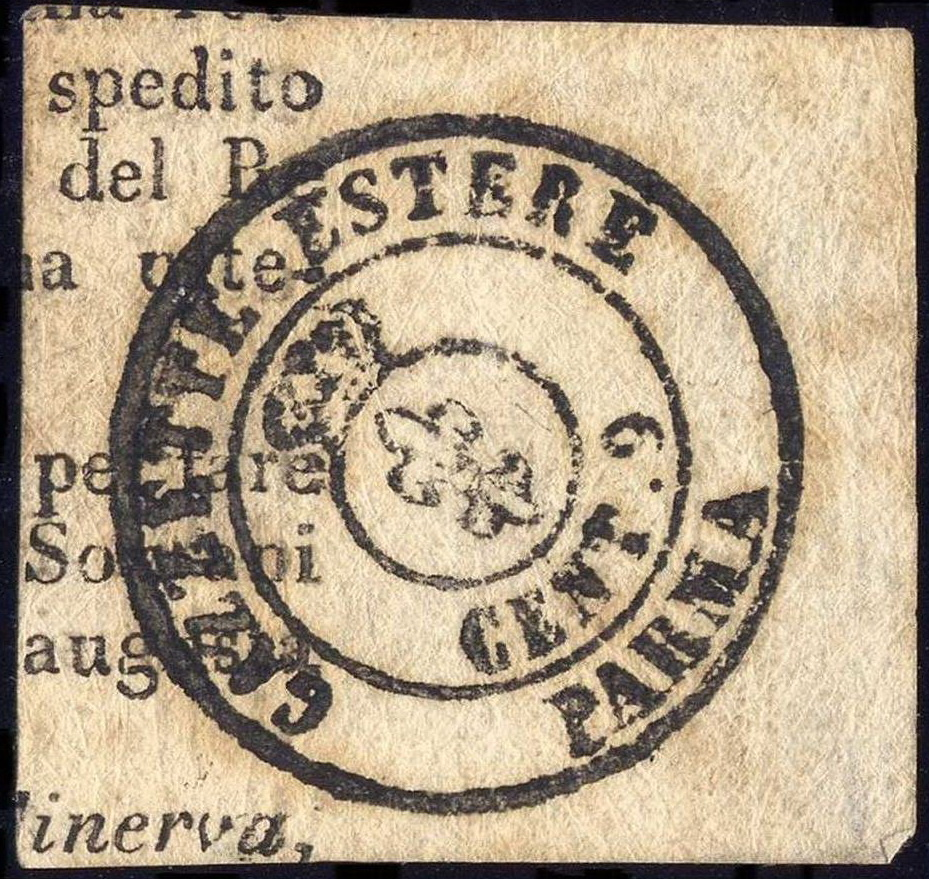
Газетно-налоговый штамп (1853)

В 1852 году был заключён таможенный договор между герцогством и Австрией. Это соглашение предусматривало налог на газеты, присылавшиеся в Парму. Первоначально для этой цели на газетах ставился оттиск круглого штампа. Последний содержал надпись «Gazette Estere / cent. 9» («Иностранная газета / чент. 9»), название города (Парма или Пьяченца) и изображение лилии Бурбонов.
В дальнейшем для оплаты налога употреблялись особые газетно-налоговые марки, выходившие в обращении в 1853 и 1857 годах, с надписью «Stati Parmensi» («Пармское государство»). Марки были отпечатаны чёрной краской на цветной бумаге (синей и розовой).

### Временное правительство
В июне 1859 года, после поражения австрийцев у Мадженты, было организовано временное правительство Пармы. В связи с этим 27 августа была издана новая серия марок. Внешне они мало чем отличались от газетно-налоговых марок: на них были указаны лишь название государства («Stati Parmensi» — «Пармское государство») и другие номиналы. Кроме того, с 1 августа 1859 года на территории Пармского герцогства стали применять марки Сардинского королевства, в состав которого герцогство вошло в том же году. Марки Пармского временного правительства находились в обращении недолго и были отменены 31 января 1860 года.
С 1861 года территория Пармского герцогства является частью Италии и здесь используются общеитальянские знаки почтовой оплаты.

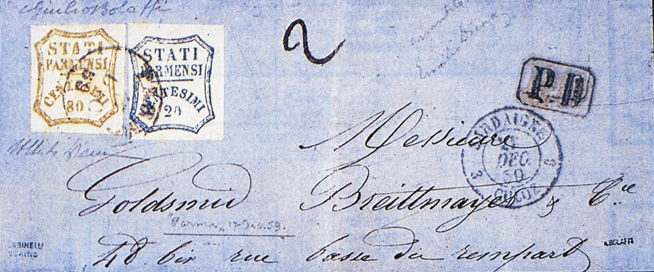
Письмо, отправленное из Пармы в Сардинское королевство (1859), франкированное почтовыми марками Пармского временного правительства, включая редчайшую марку(Sc #16) в 80 чентезими (слева). Этот конверт был выкуплен коллекционером Болаффи, Джулио (1902—1987) и ныне хранится в его Музее Филография и связи

## Филателистические аспекты

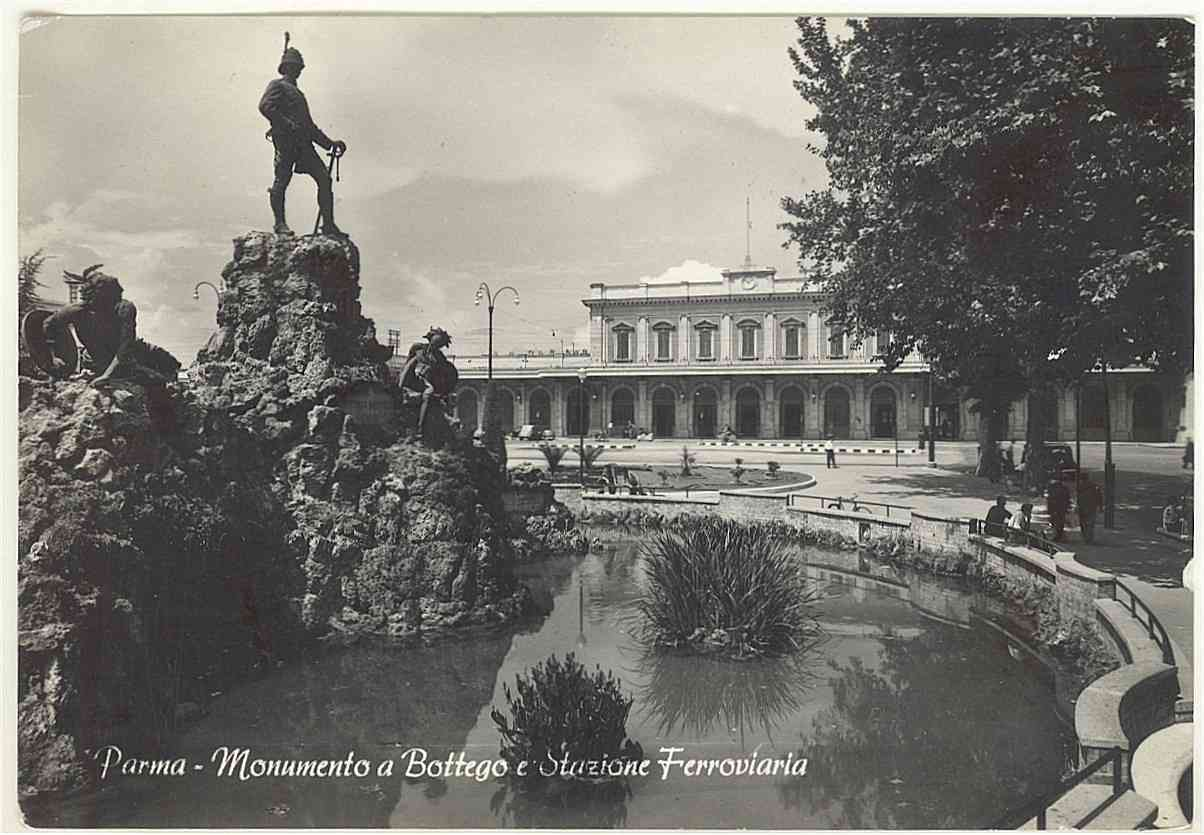
Пармский сюжет на итальянской открытке (1956)

Филателистическим изучением классических марок Италии и итальянских государств, в том числе Пармского герцогства, занимался известный итальянский филателист и эксперт Эмилио Диена (1860—1941). Другой итальянский филателист, Джулио Болаффи, приобрёл на одном из аукционов почтовый конверт, датированный 1859 годом, на котором были наклеены две марки Пармского временного правительства, номиналом в 20 (Sc #14) и 80 чентезими (Sc #16). Последняя считается самым большим филателистическим раритетом Италии и оценивается в каталогах в гашёном виде порядка $200 000; некоторые современные оценки этой марки достигают 350 тысяч евро. Впоследствии Болаффи подарил этот конверт Музею филографии и связи, который носит его имя (Museo Bolaffi della Filografia e Comunicazione). Высоко котируются и другие пармские марки, особенно гашёные экземпляры.
Существуют фальсификации пармских выпусков.